# Diospyros thouarsii
Diospyros thouarsii är en tvåhjärtbladig växtart som beskrevs av William Philip Hiern. Diospyros thouarsii ingår i släktet Diospyros och familjen Ebenaceae. Inga underarter finns listade i Catalogue of Life.